# Alfred Amschl
Alfred Amschl (Pettau, ma: Ptuj, Szlovénia, 1852. június 7. – Graz, 1926. augusztus 29.) osztrák jogász, író.

## Élete
Élete első tíz évét szülővárosában töltötte, szüleivel az akkori városháza első emeletén, a főtéren élt. Először az ottani négy osztályos középiskolába járt. 1862-ben családjával Marburgba (ma: Maribor) költözött, középiskolai tanulmányait itt fejezte be, ezután jogot hallgatott a Grazi Egyetemen, itt doktori fokozatot is szerzett.  
Jogi pályafutását 1876-ban kezdte a grazi bíróságon. Négy évvel később az igazságügyi miniszter előléptette s a frohnleiteni bíróságra helyezte át. Itt három évet töltött, 1883-ban tért vissza a grazi tartományi bírósághoz. Ezután Liezenben dolgozott mint a járásbíróság bírója. E tisztet két éven át töltötte be, 1893-tól három évig Leoben város kerületi bíróságán volt helyettes államügyész. 1896-ban az igazságügyi miniszter ugyanebben a pozícióban a grazi regionális bíróságra nevezte ki, itt az első polgári fellebbviteli bizottság tagjaként is tevékenykedett.  
1897-ben I. Ferenc József regionális bírói posztra emelte. 1899-ben a grazi tartományi bíróságon államügyésszé, egyben rangidős bíróvá nevezték ki. 1906 körül vezető államügyésszé nevezték ki. E tisztségét az Osztrák–Magyar Monarchia feloszlásáig töltötte be. Halálát az okozta, hogy a grati Jakominiplatzon elütötte egy villamos, s halálosan megsebesült. Szülővárosában temették el. 
1912-ben az Osztrák Császári Lipót-rend-del tüntették ki.

## Válogatott munkái
- Lieder von A. Berg, (A. Berg álnéven), Pierson, Dresden, 1892
- Beiträge zur Anwendung des Strafverfahrens, Bd. 1, Manz, Wien, 1899
- Über Kriminalität, Rückfall und Strafgrund, (Alois Zuckerrel közösen), F. Deuticke, Leipzig/Wien, 1907
- Beiträge zur Anwendung des Strafverfahrens, Mit einem Anhang: Beispiele von Fragen an die Geschworenen, Bd. 2, 1910
- Beiträge zur Anwendung des Strafverfahrens, Bd. 3, 1915
- Aus den Werkstätten des Strafrechtes, U. Moser, Graz, 1924
- Wiegenland. I. Pettau, II. Gorzaberg, III. Marburg, megjelent: Franz Hausmann (szerk.), Südsteiermark, Ein Gedenkbuch, U. Moser, Graz, 1925
- Poenologische Betrachtungen, Hölder-Pichler-Tempsky, Wien, 1927

## Fordítás
- Ez a szócikk részben vagy egészben  az   Alfred Amschl című német Wikipédia-szócikk ezen változatának fordításán alapul.  Az eredeti cikk szerkesztőit annak laptörténete sorolja fel. Ez a jelzés csupán a megfogalmazás eredetét és a szerzői jogokat jelzi, nem szolgál a cikkben szereplő információk forrásmegjelöléseként.